# Claude François
Claude François, született Claude Antoine Marie François (Iszmáilija, Egyiptom, 1939. február 1. – Párizs, 1978. március 11.) francia énekes és dalszerző.

## Pályafutása
A francia Aimé François (1908–1961) és a calabriai Lucia Mazzeï (1910–1992) fiaként született Egyiptomban, ahol édesapja a Szuezi-csatornánál dolgozott. 1956-ban a család a Côte d’Azurre költözött, majd Claude 1960-tól Párizsban élt. Az első sikert a Belles, Belles, Belles című dal hozta meg számára 1962-ben, amely a Made to Love című Everly Brothers-szám francia feldolgozása volt. 1967-ig lemezeit a Philipsnél adta ki, ekkor saját kiadót hozott létre Flèche néven. 1970-ben súlyosan megsérült egy autóbalesetben. Legsikeresebb lemeze a Le téléphone pleure (1974) lett, amiből néhány hét alatt több mint kétmillió példányt adott el. Halálát áramütés okozta párizsi lakásán, amikor a fürdőszobában a világítást akarta megjavítani.

## Diszkográfia

### Albumok
- Dis-lui (Fontana, 1963)
- Si j’avais un marteau (Philips, 1963)
- Claude François à l’Olympia (Philips, 1964)
- Les choses de la maison (Philips, 1965)
- Le jouet extraordinaire (1965)
- Même si tu revenais (Philips, 1965)
- J’attendrai (Philips, 1966)
- Comme d’habitude (Flèche, 1967)
- Avec la tête, avec le cœur (Flèche, 1968)
- Un monde de musique (Flèche, 1969)
- Menteur ou cruel (Flèche, 1969)
- Le monde extraordinaire de Claude François (Flèche, 1970)
- Si douce à mon souvenir (Flèche, 1970)
- C’est la même chanson (Flèche, 1971)
- Il fait beau, il fait bon (Flèche, 1971)
- Y’a le printemps qui chante (Flèche, 1972)
- Le lundi au soleil (Flèche, 1972)
- Je viens diner ce soir (Flèche, 1973)
- Chanson populaire (Flèche, 1973)
- Claude François sur Scène (Flèche, 1974)
- Le téléphone pleure (Flèche, 1974)
- Toi et moi contre le monde entier (Flèche, 1975)
- Claude François sur Scène - Été 1975 (Flèche, 1975)
- Pourquoi pleurer sur un succès d’été (Flèche, 1975)
- Pour les jeunes de 8 à 88 ans (Flèche, 1976)
- Le vagabond (Flèche, 1976)
- Je vais à Rio (Flèche, 1977)
- Magnolias for ever (Flèche, 1977)
- Souvenir 1978: Claude François en public (Flèche/Carrere, 1978)

## Fordítás
- Ez a szócikk részben vagy egészben  a   Claude François című német Wikipédia-szócikk fordításán alapul.  Az eredeti cikk szerkesztőit annak laptörténete sorolja fel. Ez a jelzés csupán a megfogalmazás eredetét és a szerzői jogokat jelzi, nem szolgál a cikkben szereplő információk forrásmegjelöléseként.